# Méav
Méav es el álbum debut de la soprano irlandesa Méav Ní Mhaolchatha, publicado en 1999 por HOS Records. Se publicó de nuevo en 2006. Con su llegada a Celtic Woman en 2006 se remasterizaron todos los álbumes en solitarios de las integrantes fundadoras de la agrupación, entre ellos Méav.
El álbum obtuvo éxito a nivel mundial y la llevó a realizar conciertos en sus giras por Japón y Corea del Sur.

## Lista de temas
| N.º | Tema                                | Duración |
| --- | ----------------------------------- | -------- |
| 1.  | "Ailein Duinn (Theme From Rob Roy"  | 4:14     |
| 2.  | "I Dreamt I Dwelt In Marble Halls"  | 3:54     |
| 3.  | "She Moved Through The Fair"        | 4:11     |
| 4.  | "Solveig's Song"                    | 3:59     |
| 5.  | "I'm A Doun"                        | 3:07     |
| 6.  | "I Wish My Love Was A Red Red Rose" | 3:33     |
| 7.  | "Sí Do Mhaimeó Í"                   | 2:19     |
| 8.  | "Since You And I Were True"         | 3:37     |
| 9.  | "The Death Of Queen Jane"           | 5:46     |
| 10. | "Close Your Eyes"                   | 3:20     |
| 11. | "One I Love"                        | 2:55     |
| 12. | "Celtic Prayer"                     | 4:19     |

## Meaven Celtic Woman
Varios de los temas expuestos en esta producción fueron nuevamente utilizados en el posterior concierto y álbum Celtic Woman como también en las siguientes producciones musicales del grupo, los temas seleccionados para su interpretación fueron:
- I Dreamt I Dwelt In Marble Halls: se utilizó por primera vez en el concierto debut de Celtic Woman donde, al igual que en esta producción, fue interpretada por Méav. Posteriormente apareció en el EP del concierto Live EP, como también en la tercera producción musical independiente de Méav, A Celtic Journey.
- She Moved Through The Fair: es la pista 11 en el álbum Celtic Woman, es una versión acortada, pero con más elementos instrumentales en su ejecución.
- Sí Do Mhaimeó Í: es la pista 18 en el álbum Celtic Woman, aparece como un bonus track extraída del repertorio de temas presentes en su concierto en el Teatro Helix en Dublín.

Méav forma parte de los Solo Works — o trabajos en solitario— de las integrantes fundadoras de Celtic Woman.